# Fred Bruemmer

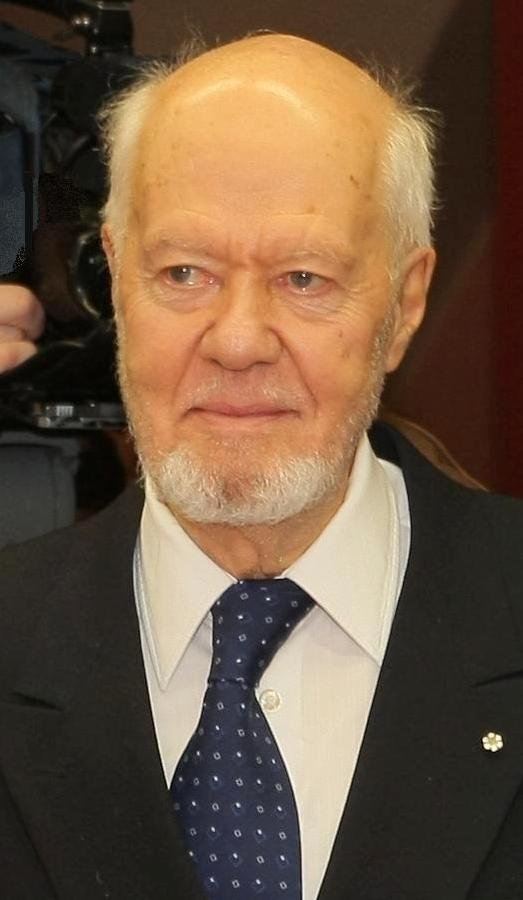
Fred Bruemmer

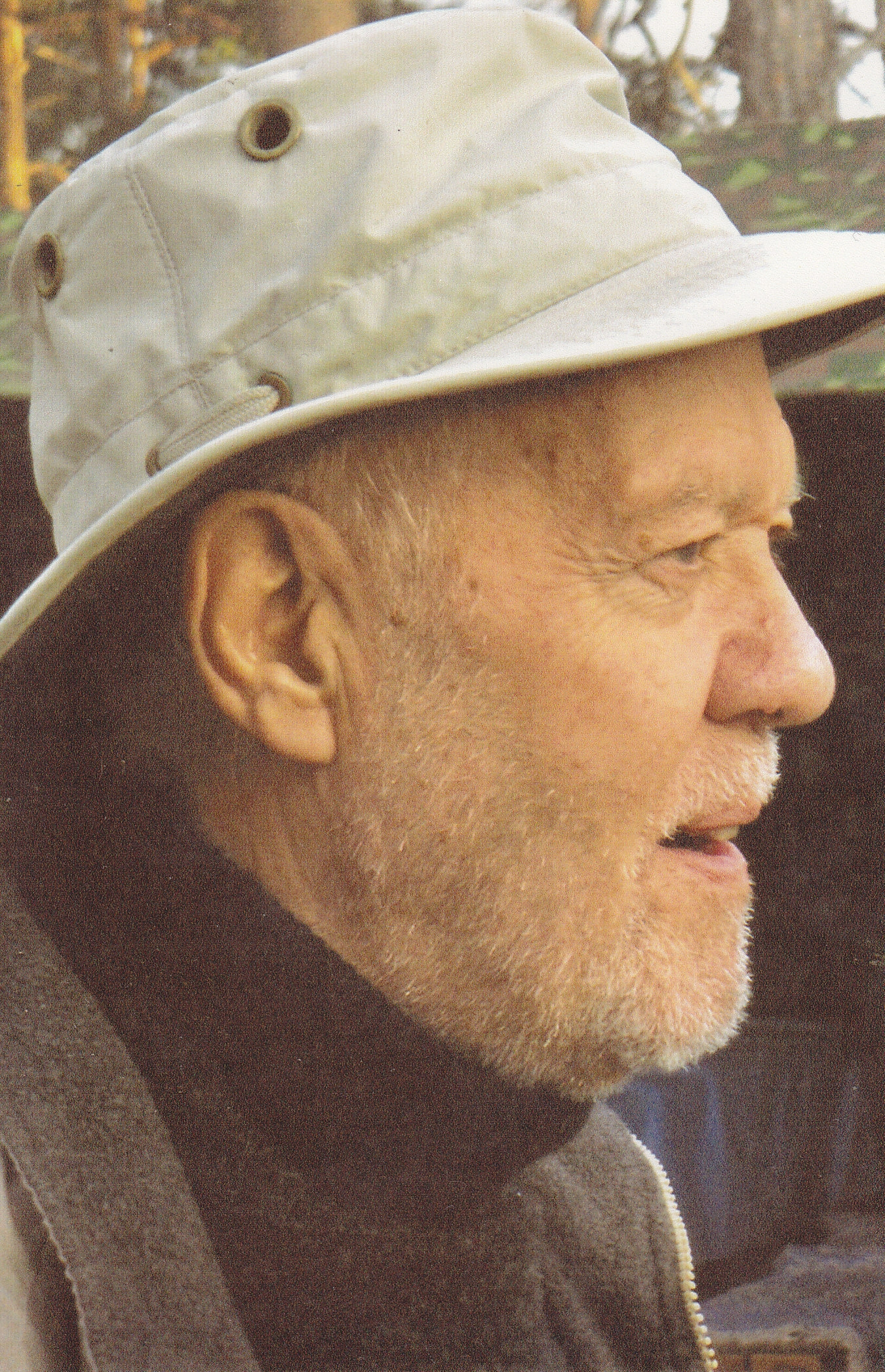
Fred Bruemmer

Friedrich (Friedel) von Bruemmer (Fred Bruemmer), CM (* 26. Juni 1929 in Riga, Lettland; † 17. Dezember 2013 in Montreal) war ein Tierfotograf und Schriftsteller.

## Leben und Wirken
Bruemmer wurde als Sohn der deutsch-baltischen Familie Brummer in Riga geboren. Er kam 1950 als Flüchtling nach Kanada und arbeitete zunächst in einem Goldbergwerk im Norden von Ontario. Seine Fotos und weit mehr als tausend Artikel – meist mit seinen eigenen Bildern illustriert – sind in International Wildlife, Natural History, National Geographic, Smithsonian, Canadian Geographic und in vielen Zeitschriften und bedeutenden Magazinen in Nordamerika, Europa und Japan veröffentlicht worden. Als begeisterter Naturliebhaber war er jährlich bis zu sechs Monate und auch länger unterwegs, um intensiv die Geschichte der Natur zu studieren und Fotos zu machen. Weltweit bekannt ist sein Foto eines weißwolligen Sattelrobbenheulers, das als eines von 51 Bildern in das Buch Photographs that Changed the World aufgenommen wurde und oft als Logo für den Tierschutz verwendet wird.
Bisher wurden 24 Bücher von ihm publiziert und teilweise in viele Sprachen übersetzt. William E. Taylor, Direktor des Natural Museum of Canada, bezeichnete in seinem Vorwort zu Bruemmers Buch The Arctic das Werk als „das umfassendste Buch über dieses Thema, das jemals vorgelegt wurde“.

## Auszeichnungen
In Anerkennung seiner besonderen Verdienste für die Dokumentierung der arktischen Region wurde Fred Bruemmer in den Kreis der Fellows of the Arctic Institute of North-America gewählt. Das Royal Canadian Institute verlieh ihm die Sandford Fleming Medaille. Die University of New Brunswick in Kanada verlieh ihm 1989 die Ehrendoktorwürde. Für seine Leistungen auf dem Gebiet der Fotografie wurde er Mitglied der Royal Canadian Academy of Arts.
Bereits 1983 wurde Friedrich von Bruemmer die höchste Auszeichnung Kanadas, der „Order of Canada“, verliehen.
2003 wurde ihm von der North American Nature Photography Association deren Lifetime Achievement-Award verliehen. 2005 erhielt er für seine Biographie SURVIVAL Kanadas renommierten Mavis-Gallant-Preis für Non-Fiction-Bücher. Das Buch erschien 2008 in deutscher Übersetzung von Klas Lackschewitz unter dem Titel „Überleben – eine Flüchtlingsodyssee“ und berichtet vor allem über Bruemmers Jahre in sowjetischen Gefangenenlagern.

## Veröffentlichungen
- The Long Hunt, 1969
- Seasons of the Eskimo, 1971
- Encounters with Arctic Animals, 1972
- The Arctic, 1974
- The Life of the Harp Seal, 1977 (Sattelrobben – Traum und Tragik im Nordmeer)
- Children of the North, 1979
- Summer at Bear River, 1980
- The Arctic World, 1985
- Arctic Animals, 1986
- Seasons of the Seal, 1988 (Faszinierende Welt der Robben)
- World of the Polar Bear, 1989
- Seals, 1991 (mit Eric S. Grace)
- Land of Dark, Land of Light, 1993 (mit Karen Pandell)
- Les Animaux du Grand Nord, 1993 (mit Angèle Delaunois)
- The Narwhal: Unicorn of the Sea, 1993
- Arctic Memories: Living with the Inuit, 1993 (Mein Leben mit den Inuit)
- Nanook and Naoya: The Polar Bear Cubs, 1995 (mit Angèle Delaunois)
- Kotik: The Baby Seal, 1995 (mit Angèle Delaunois)
- Polar Dance: Born of the North Wind, 1997 (mit Tom Mangelsen)
- Seals in the Wild, 1998 (Robben – Lebenskünstler des Meeres)
- Glimpses of Paradise, 2002
- Survival: A Refugee Life, 2005 (Überleben – Eine Flüchtlingsodyssee)
- Islands of Fate, 2006
- Arctic Visions: Pictures from a Vanished World, 2008